# L'Isolée
L'Isolée (4.114 m s.l.m.) è la più alta e la più evidente vetta delle Aiguilles du Diable nel Gruppo del Mont Blanc du Tacul.

## Caratteristiche

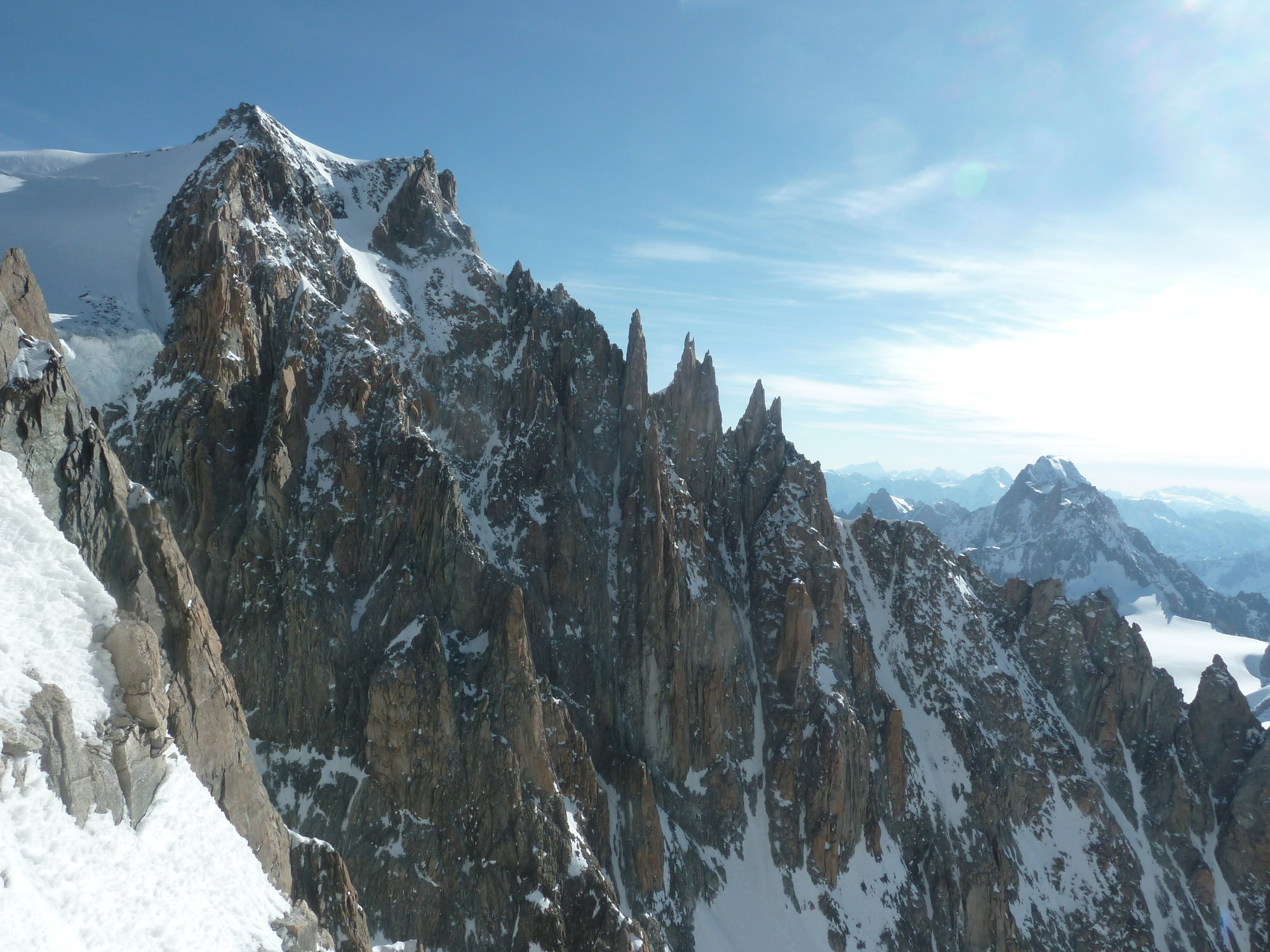
Lo sviluppo della Cresta del Diavolo fino al Mont Blanc du Tacul. Si nota L'Isolée.

Le Aiguilles du Diable sono 5 speroni rocciosi particolarmente evidenti posti lungo la Cresta del Diavolo, cresta che dal Mont Blanc du Tacul scende verso sud-est. Tutte e 5 le Aiguilles du Diable sono inserite nell'elenco dei 4000 delle Alpi.
L'isolée (toponimo francese che significa isolata) viene così chiamata perché non si trova sul filo della Cresta del Diavolo ma spostata leggermente verso sud ovvero verso il Circle Maudit. Perciò salendo la cresta del Diavolo può essere eventualmente omessa nell'ascesa al Mont Blanc du Tacul.

## Ascensione alla vetta
La prima ascensione alla vetta risale all'8 luglio 1925 ad opera di Armand Charlet e A. Ravanel.
Per arrivare alla base della vetta vi sono sostanzialmente due possibilità. Si può, dopo aver raggiunto la vetta del Mont Blanc du Tacul, percorrere in discesa la parte alta della Cresta del Diavolo fino ad arrivare alla Breche de l'Isolée. In alternativa partendo dal basso si raggiunge il Circle Maudit, poi il Col du Diable (3955 m) e superate le altre Aiguilles du Diable si raggiunge la Breche de l'Isolée. Dalla Breche ci si abbassa sul versante sul del filo di cresta per circa 15 metri e poi si attacca la parete nord-est e con passaggi di IV e V grado si raggiunge la vetta. In discesa con due tiri di corda ci si riporta alla base.